# Hotel Radegast
Hotel Radegast se nachází jihovýchodně od vrcholu Radhoště v obci Dolní Bečva v okrese Vsetín Zlínského kraje Česka.

## Historie
Dřevěná budova hotelu byla postavena v letech 1933 až 1935. Nabízí 55 lůžek v pokojích pro 2 a 3 osoby (třída A) a pro 4 a více osob (třída B). Všechny pokoje mají sociální zařízení. V objektu je restaurace s kapacitou 50 osob.

## Přístup
Chata je přístupná po celý rok:
- autem po asfaltové silnici z Trojanovic nebo Prostřední Bečvy
- po  modré turistické značce ze sedla Pindula nebo z Pusteven.
- po  červené a  modré turistické značce z Rožnova pod Radhoštěm.
- po  zelené a  modré turistické značce z Bečvy nebo Trojanovic.